# یواس‌اس ناواجو (ای‌تی-۵۲)
یواس‌اس ناواجو (ای‌تی-۵۲) (به انگلیسی: USS Navajo (AT-52)) یک کشتی بود که طول آن ۱۴۱ فوت ۴ اینچ (۴۳٫۰۸ متر) بود. این کشتی در سال ۱۹۰۷ ساخته شد.